# Trolejbusová doprava v Žilině

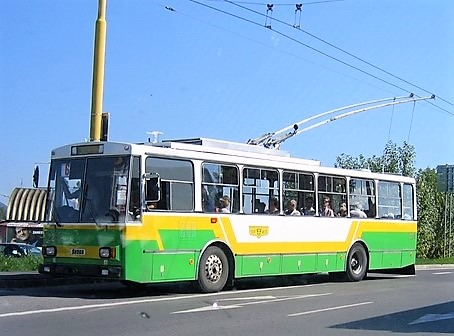
Žilinský trolejbus Škoda 14Tr

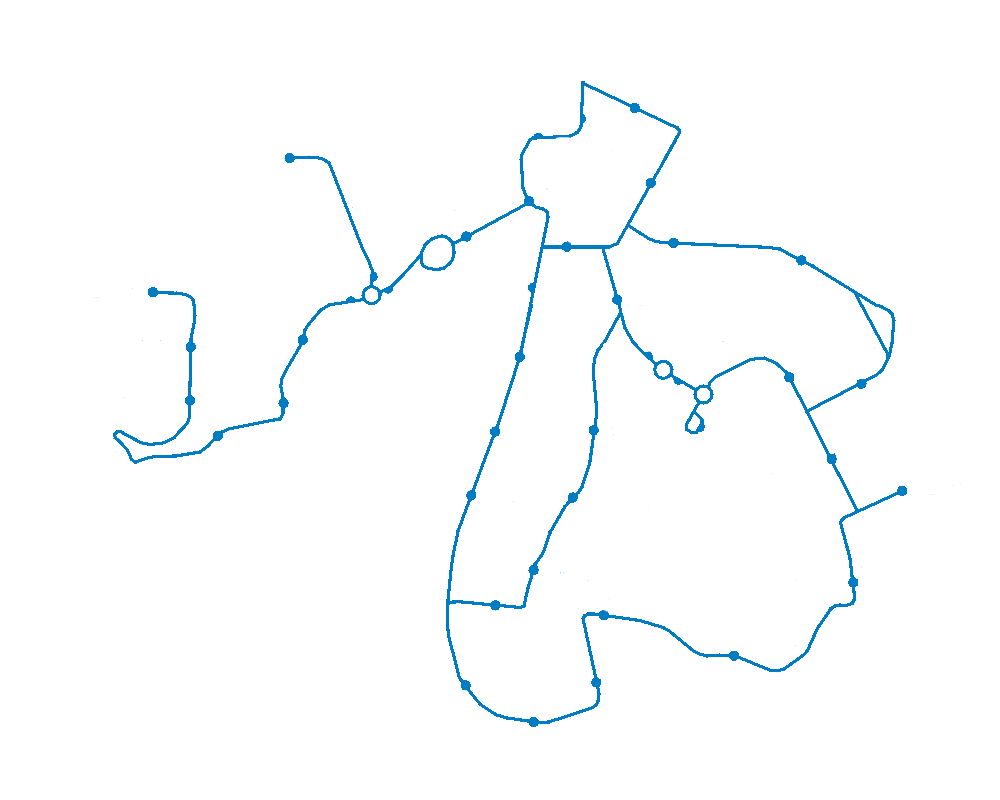
Schéma trolejbusové sítě v Žilině v roku 2007

Žilina je jedním z pěti slovenských měst, kde se nachází síť trolejbusové dopravy. Na osmi linkách se trolejbusy podílejí 3/4 na přepravních výkonech žilinské městské dopravy. Tak jako všechny novější slovenské trolejbusové provozy (Banská Bystrica, Košice) i žilinská síť je pod napětím 750 V stejnosměrně. 

## Historie
Trolejbusový provoz v Žilině patří k těm mladším, s přípravami k jeho zavedení se začalo roku 1985 – tehdy byl zpracován plán s názvem „Nová koncepcia MHD v Žiline na báze elektrickej trakcie“. Součástí plánu bylo zavedení trolejbusů a snížení rozsahu autobusové dopravy. V roce 1988 došlo ke změnám v linkovém vedení, kdy frekventované autobusové linky byly přečíslovány a přetrasovány do podoby budoucí trolejbusové sítě, jejíž výstavba se ale protahovala i v souvislosti se souběžným zavedením trolejbusů v krajské Banské Bystrici v roce 1989. 
Po roce 1989 se financování výstavby ze státního rozpočtu zdálo nereálné, proto se město rozhodlo stavět novou síť i s vozovnou Kvačalova z vlastních zdrojů. První trolejbusovou trať z Vlčinec na Kvačalovou se podařilo otevřít 17. listopadu 1994. V průběhu pouhých 8 let se dostavěla celá páteř městské sítě, kdy trolejbusy obsluhovaly všechna velká sídliště (od roku 1998 Hliny a Solinky, od 2002 i nejmladší Hájik). Jako poslední byla vystavěna důležitá spojka Jasenová – Karpatská z roku 2004, která podstatně vylepšila spojení sídlišť Vlčince a Solinky a umožnila skvělou obslužnost univerzitního areálu Velký diel. Z původní plánované sítě zůstala nerealizovaná jenom trať do Bytčice.
Roku 2006 se začaly zavádět tzv. zastávky s Kasselskými obrubníky, známé například z Teplic, takže nyní budou moci jak autobusy tak i trolejbusy zastavovat těsně u hrany zastávky.

## Vozový park
Vozový park tvoří tři typy trolejbusů: typ Škoda 14Tr (dodáno 15 vozů) zastupuje ta krátká, Škoda 15Tr a 15TrM (celkem 28 kusů) pak kloubová vozidla. První trolejbusy 14Tr byly vyřazeny v roce 2007 (dva kusy). Nátěr vozidel, pokud není reklamní, je bílo-žluto-zelený, tj. v žilinských městských barvách. Protože v době pořizování prvních trolejbusů (1993) byly vyráběny i trolejbusy pro íránské hlavní město Teherán, byly i žilinské vozy barveny ve stejném laku jako ty teheránské (nátěr tak dostal označení „teherán“). Několik takto zbarvených trolejbusů z této série se dostalo i do Českých Budějovic.
V Žilině (podobně jako např. v Košicích) se objevily diskuse o rentabilitě trolejbusového systému. V roce 2007 byly odkoupeny tři ojeté vozy 15Tr ze Zlína. V letech 2012-2013 byl vozový park částečně obnoven nízkopodlažními trolejbusy Škoda 30Tr a Škoda 31Tr. Další etapou obnovy je dodání trolejbusů Škoda 26Tr (3 kusy s opcí na dalších 6 kusů) a Škoda 27Tr (12 kusů s opcí na dalších 6 kusů) v letech 2017–2018. Jsou to vůbec první vyrobené trolejbusy s karoserií Solaris čtvrté generace.
| Obrázek    | Typ        | Modifikace a podtypy | Dodávky v letech (celkové dodávky) | Počet (k 19. 12. 2020) |
| ---------- | ---------- | -------------------- | ---------------------------------- | ---------------------- |
|            | Škoda 30Tr | Škoda 30Tr           | 2012–2013 (2012–2013)              | 7                      |
|            | Škoda 31Tr | Škoda 31Tr           | 2012–2013 (2012–2013)              | 8                      |
|            | Škoda 26Tr | Škoda 26Tr           | 2017–2020 (2017–2020)              | 11                     |
| Škoda 27Tr | Škoda 27Tr | Škoda 27Tr           | 2017–2019 (2017–2019)              | 18                     |